# Episodi di Cavaliere per caso (quarta stagione)
La quarta stagione della serie televisiva statunitense Cavaliere per caso, composta da 10 episodi, è stata trasmessa negli Stati Uniti, su BYU Television dal 20 settembre al 22 novembre 2020.
In Italia la stagione è stata trasmessa in prima visione assoluta con un doppio episodio ogni lunedi su Super! dall'8 novembre al 6 dicembre 2021.
| nº | Titolo originale                          | Prima TV USA      | Titolo italiano                                         | Prima TV Italia  |
| -- | ----------------------------------------- | ----------------- | ------------------------------------------------------- | ---------------- |
| 1  | Another Slice of Pilot                    | 20 settembre 2020 | Un'altra fetta di pilota                                | 8 novembre 2021  |
| 2  | Guy Club                                  | 27 settembre 2020 | Guy Club                                                | 8 novembre 2021  |
| 3  | The Severians                             | 4 ottobre 2020    | I Severiani                                             | 15 novembre 2021 |
| 4  | Kirk the Berserker                        | 11 ottobre 2020   | Kirk il Berserker                                       | 15 novembre 2021 |
| 5  | Smooch                                    | 18 ottobre 2020   | Smooch                                                  | 22 novembre 2021 |
| 6  | The Draugar                               | 25 ottobre 2020   | Il Draugar                                              | 22 novembre 2021 |
| 7  | Hansel & Gretta                           | 1º novembre 2020  | Hansel & Gretta                                         | 29 novembre 2021 |
| 8  | The Grim Reaper                           | 8 novembre 2020   | Il mietitore                                            | 29 novembre 2021 |
| 9  | Biffels                                   | 15 novembre 2020  | Biffel                                                  | 6 dicembre 2021  |
| 10 | Four Weddings and a Health Code Violation | 22 novembre 2020  | Quattro matrimoni e una violazione del codice sanitario | 6 dicembre 2021  |

## Un'altra fetta di pilota
- Titolo originale: Another Slice of Pilot
- Diretto da: Brad Tanenbaum
- Scritto da: LeeAnne H. Adams & Brian J. Adams

### Trama
Chlodwig racconta come la maledizione lo ha colpito e quali sono state le sue reazioni quando si è svegliato e ha cercato Gretta mentre il gruppo attende in una linea di cibo, ma li ha davvero portati tutti lì per uno scopo egoistico, e se è così che scopo?
- Altri interpreti: Chris Mayers (Edenberry Elf), Josh Breslow (Jacopo), Jessica Craig (Juliet), Drew Scheid (Charles), Kiah Alexandra Clingman (Phoebe), Sarah Borne (amica), Gary Peebles (Troll 1), Esteban Cueto (Troll 2), Casey Hendershot (Troll 3).

## Guy Club
- Titolo originale: Guy Club
- Diretto da: Eyal Gordin
- Scritto da: LeeAnne H. Adams & Brian J. Adams

### Trama
Gretta viene chiamata in una Conferenza genitori/insegnanti a causa dei suoi commenti e delle sue azioni nella storia, ma poco dopo lascia un futuro Chlodwig arriva con un terribile avvertimento per il gruppo. Allo stesso tempo, i ragazzi del Guys Club tornano al presente con un gas parlando che potrebbe distruggere tutta la vita a base di carbonio sulla Terra a meno che Dwight e chlodwig presentino non possano trovare un modo per riportare il gas a casa.
- Altri interpreti: Brian S. Lewis (Mr. Hammond), Chase Steven Anderson (Dronelover 99), Alpha Trivette (Old Chlodwig), Josh Breslow (Phil).

## I Severiani
- Titolo originale: The Severians
- Diretto da: Eyal Gordin
- Scritto da: LeeAnne H. Adams & Brian J. Adams

### Trama
I Severiani arrivano per il loro incontro di 10 anni con Gretta per implorare la loro libertà e il ritorno del Bastone Capo, ma quando Gretta si rifiuta di ascoltare Dwight ha paura che possa portare a una guerra. Quella sera uno dei Severiani si intrufola e ruba il loro Bastone Capo facendo sì che Dwight e la compagnia la inseguono nel bosco e probabilmente causino l'insorgere di un nuovo mondo di malizia.
- Altri interpreti: Marley Aliah (Militsa), Brad Brinkley (Samo), Gary Kasper (Eberulf l'Orco).

## Kirk il Berserker
- Titolo originale: Kirk the Berserker
- Diretto da: Frank Waldeck
- Scritto da: LeeAnne H. Adams & Brian J. Adams

### Trama
È arrivato il momento dell'annuale rivalità tra Woodside Seniors Dodgeball e Lakeview, ma prima del match Baldric presenta Awight con un fischio. All'insaputo del gruppo il fischietto riporta il fantasma di Kirk il Berserker, ma Kirk fornirà al gruppo fortuna o caos, specialmente quando gli unici che possono vedere Kirk sono quelli che fischiano?
- Altri interpreti: Gregory Kelly (Kirk), Bonita Friedericy (Nana), Richard Garner (Wayne), Lauren Boyd (Monica), Nikolas Dimondi (Dodgeball Ref).

## Smooch
- Titolo originale: Smooch
- Diretto da: Jeffrey Hunt
- Scritto da: LeeAnne H. Adams & Brian J. Adams

### Trama
Durante le riprese di un nuovo spot su YouTube per Hexela, Hexela si trasforma accidentalmente, Gretta e Nana in capre. Non vedendo alcuna scelta Baldric cerca l'aiuto del Contrarian. Fornisce loro una serie di passaggi che invertiranno la capificazione, ma i passaggi devono essere completati entro 4 ore o le donne diventeranno capre in modo permanente. Ora il gruppo deve trovare paglia e trattare con troll per invertire l'incantesimo, ma poco si rendono tutti conto che il bacio dei veri amori è la soluzione finale necessaria. Dwight confesserà finalmente il suo amore per Gretta?
- Altri interpreti: Eric Mendenhall (Contrarian), Gregory Kelly (Kirk), Bonita Friedericy (Nana), Antonio Charity (Hellibad), Charles Green (Troll), Caleb J. Spivak (Boyfriend), Aria Castillo (Girlfriend), Casey Nelson (Guy in Scrubs).

## Il Draugar
- Titolo originale: The Draugar
- Diretto da: Jeffrey Hunt
- Scritto da: LeeAnne H. Adams & Brian J. Adams

### Trama
Dwight viene a sapere che Eva dei Santi è più di una semplice leggenda quando un esercito di morti viventi e un vampiro che cerca la linea di sangue di Gretta ritornano dopo che il Fire Marshall ha steso le torce che dopo aver protetto tutti dai morti indisturbati che si sono insospettati e hanno cercato vendetta. Tuttavia c'è di più negli zombi di quanto sembri mentre Gretta e Baldric stanno per rendersi conto quando vedono gli zombi conoscere il codice del regno e stanno effettivamente cercando di proteggerli.
- Altri interpreti: Brian S. Lewis (Mr. Hammond), Christian Gabriel Anderson (Zeke), Eddie Davenport (Vaselli), Jason Macdonald (Gandalf), Hayes Mercure (Lincoln), Adam Rosenberg (Hotdog), Haley Goldman (Zombie in costume), Muretta Moss (mamma), Jeffery Hunt (Fire Marshall), Phil Fornah (capitano Draugar), George Quinones (Draugar Soldier 1), Robert Bennet (Draugar Soldier 2), Ronnie Shalvis (Draugar Soldier 3), Rabon Hutcherson (Draugar Soldier 4).

## Hansel & Gretta
- Titolo originale: Hansel & Gretta
- Diretto da: James Wahlberg
- Scritto da: LeeAnne H. Adams & Brian J. Adams

### Trama
Lo spot di YouTube di Hexela esplode costringendo Hexela a chiedere aiuto a Baldric. Tuttavia Gretta inizia a sentirsi tra le altre e decide di consolarsi con il cibo di un nuovo chef di nome Hansel. Hansel sembra avere un misterioso controllo su Gretta, e quando Gretta inizia a gonfiare Dwight sospetta che ci sia di più in questo chef di quanto sembri.
- Altri interpreti: Antonio Charity (Hellibad), Michael Hyland Cole (Hansel).

## Il mietitore
- Titolo originale: The Grim Reaper
- Diretto da: James Larkin
- Scritto da: David Drew Gallagher

### Trama
Quando Dwight evoca accidentalmente il Mietitore, scopre che il Razziatore deve portare un'anima con sé al tramonto. Se Gretta se ne va, lo farà anche Dwight. L'unico modo in cui qualcuno può evitare di andare con il mietitore se qualcuno lo batte in una sfida, ma Dwight e gli amici riusciranno a prevalere in giochi come bottle toss, Clue e persino cucinare? Nel frattempo il fratello di Baldric viene a trovarmi e fa vedere alcune delle insicurezze di Baldric.
- Altri interpreti: Gregory Kelly (Kirk), Bonita Friedericy (Nana), Marc Farley (Barkeep), Chris Gann (Brodogg), A. Smith Harrison (Grimbo).

## Biffel
- Titolo originale: Biffel
- Diretto da: James Larkin
- Scritto da: LeeAnne H. Adams & Brian J. Adams

### Trama
Dwight e Gretta si preparano per presentazioni di storia orale. Gretta e Baldric sperano di concludere la sua presentazione con un antico cibo chiamato Biffels. Tuttavia tutti i loro piani vengono buttati fuori dalla porta quando Macklyn la Volpe ritorna. Come parte della ricerca di ritrovare i suoi ricordi deve cercare il Contrarian locale. Una nuova missione viene presentata per la banda, anche se quando contrarian rivela che Gretta e Baldric hanno anche dei ricordi rubati. E quale sarà la reazione di Gretta quando imparerà che nessuno ai giorni moderni ricorda il suo regno?
- Altri interpreti: Andrew Pifko (Macklyn the Fox), Eric Mendenhall (Contrarian), Brian S. Lewis (Mr. Hammond), Rick Andosa (Mage).

## Quattro matrimoni e una violazione del codice sanitario
- Titolo originale: Four Weddings and a Health Code Violation
- Diretto da: Brad Tanenbaum
- Scritto da: LeeAnne H. Adams & Brian J. Adams

### Trama
Agnet ritorna dopo essere sopravvissuta in qualche modo alle bestie del deserto, e desidera solo una cosa: la mano di Jacopo in matrimonio. Gretta e Dwight sono resi l'uomo migliore e lo sposo per la relazione e sono incaricati di organizzare musica e un luogo per l'evento. Durante il periodo dell'arrangiamento Jacopo menziona a Dwight che non vuole davvero sposare Agnet, ma il suo voto cavalleresco lo costringe a non spezzarle il cuore. Il giorno dopo arriva e inizia il matrimonio. Quando arriva il momento delle obiezioni, Dwight decide di farlo solo per imparare una verità orribile: chi si oppone a un matrimonio nel regno deve prendere il posto dello sposo. Qualcuno salverà Dwight da questo nuovo pericolo? Chi potrebbe essere abbastanza pazzo da prendere la mano di Agnet?
- Altri interpreti: Josh Breslow (Jacopo), McKaley Miller (Agnet), Chris Mayers (Edenberry Elf), Marc Farley (Barkeep).